# Musculus salpingopharyngeus

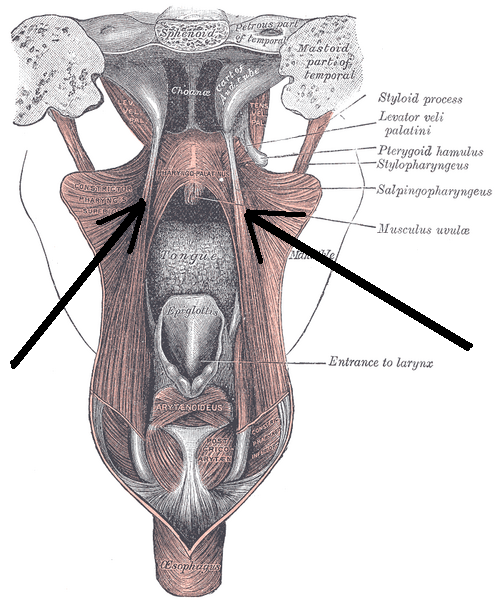
A szájpad izmai (a nyílak mutatják a vékony izmokat)

A musculus salpingopharyngeus egy izom az emberi szájpadnál (palate).

## Eredés, tapadás, elhelyezkedés
A tuba auditiváról (vagy Eustach-kürt) ered és a musculus palatopharyngeusszal egyesülve tapad.

## Funkció
A pars nasalis pharyngist (a garat felső, orri szakasza) emeli.

## Beidegzés, vérellátás
A nervus accessorius craniali része idegzi be. Az arteria facialis rami tonsillaris arteriae facialis nevű ága és az arteria pharyngea ascendens rami pharyngeales arteriae pharyngeae ascendentis nevű ága látja el vérrel